# 人材
人材（じんざい）とは、才能があり、役に立つ人物。すなわち社会に貢献する個人のこと。人才とも。人財と言葉を置き換えることもある。

## 概要
人材は、物事をうまく処理できる人物のことで、これらに該当する人物を適正に活用することで活性的な組織を構築することができる。またそれらの要求に適う人材を育成する事は、教育の使命である。
人材は、社会に役立つ存在であるが、これは個人として役立つというよりも、組織の中で適所に配する事により能力を発揮、組織の機能を向上させる存在である。この場合、組織が求める能力に於いて必要とされるのは「平均的な能力」ではなく、（いわゆる「出る杭」のような）それを上回る能力であり、産業構造の変化や複雑な人間関係など異なる環境でも、何らかの実績をもって組織に貢献することが求められる。日本など特定の場所に留まらず言語や民族の多様性の中でも成果を出す者をグローバル人材などと呼んだりする。
組織・職種によって求められる要件も異なり、必要な能力や行動様式が違うので、各々の組織には各々見合った人材が求められる。競合する業態では、市場価値の高い者からヘッドハンティングの対象になるなど、獲得競争も発生する。